# Alloxysta maxima
Alloxysta maxima is een vliesvleugelig insect uit de familie van de Figitidae. De wetenschappelijke naam van de soort is voor het eerst geldig gepubliceerd in 1914 door Hedicke.